# Tekle Marjam
Tekle Marjam (gyyz: ተክለ ማርያም, co znaczy Owoc Marii; imię tronowe: Hyzba Nań: ህዝበ ናኝ) – cesarz Etiopii w latach 1430–1433, członek dynastii salomońskiej i drugi syn cesarza Izaaka. Portugalski jezuita, Manuel de Almeida odnotował, że potomkowie Tekle Marjama zostali przeniesieni z góry Uehni Amba przez chcącego się pozbyć ewentualnej konkurencji do tronu, Zarę Jaykoba Konstantyna do (jak określił de Almeida) "miejsc gorących, gdzie występuje wiele chorób". Kiedy cesarz Beyde Marjam I na początku swoich rządów starał się im naprawić tę szkodę i przywrócić ich z wygnania, zabili oni jego wysłanników. Beyda Marjam wkrótce ukarał ich za ten czyn, między innymi ścinając osiemdziesięciu członków rodziny Takle Marjama. W czasach, gdy de Almeida przebywał w Cesarstwie Etiopii, czyli w latach dwudziestych XVII wieku, potomkowie Tekle Marjama byli nadal ściśle nadzorowani.